# San-Luis-Klasse
Die San-Luis-Klasse war eine Klasse von vier 60-Kanonen-Linienschiffen (Zweidecker) der spanischen Marine, die von 1725 bis 1756 in Dienst stand.

## Allgemeines
Im Rahmen des Krieges der Quadrupelallianz von 1717 bis 1720 hatte die spanische Marine starke Verluste hinnehmen müssen (siehe die Seeschlacht vor Kap Passero). Als Ersatz dieser Verluste wurde 1722 ein Bauprogramm für elf Linienschiffe und neun Fregatten veranlasst. Vier dieser Linienschiffe bestückt mit 60 Kanonen wurden zwischen 1723 und 1727 bei der Real Astillero de Guarnizo von dem Schiffbauer Lorenzo de Arzueta nach den Gaztañeta-Regularien von 1721 gebaut.

## Einheiten
| Name         | Bauwerft                   | Kiellegung | Stapellauf | Indienststellung   | Verbleib                                                                                   |
| ------------ | -------------------------- | ---------- | ---------- | ------------------ | ------------------------------------------------------------------------------------------ |
| San Luis     | Real Astillero de Guarnizo |            | 1724       |                    | Am 19. September 1745 aus der Marineliste gestrichen                                       |
| San Fernando | Real Astillero de Guarnizo |            | 1723       | 19. März 1725      | Im Jahr 1756 außer Dienst und 1769 abgebrochen                                             |
| San Carlos   | Real Astillero de Guarnizo |            | 1724       | 11. September 1726 | Am 5. April 1741 bei Cartagena de Indias selbstversenkt (Schlacht von Cartagena de Indias) |
| San Antonio  | Real Astillero de Guarnizo |            | 1725       | 1. Januar 1727     | Im Jahr 1750 in Havana außer Dienst                                                        |

## Technische Beschreibung
Die Klasse war als Batterieschiff mit zwei durchgehenden Geschützdecks konzipiert und hatte eine Länge von 43,47 Metern (Geschützdeck) bzw. 35,11 Metern (Kiel), eine Breite von 11,77 Metern und einen Tiefgang von 5,90 Metern. Sie waren Rahsegler mit drei Masten (Fockmast, Großmast und Kreuzmast), lediglich am Kreuzmast befand sich auf der untersten Position ein Lateinersegel. Der Rumpf schloss im Heckbereich mit einem Heckspiegel, in den Galerien integriert waren, die in die seitlich angebrachten Seitengalerien mündeten.
Die Bewaffnung der Klasse bestand aus 60 Kanonen.
|            | Unteres Batteriedeck | Oberes Batteriedeck | Backdeck | Achterdeck     | Kanonen (Geschossgewicht) |
| ---------- | -------------------- | ------------------- | -------- | -------------- | ------------------------- |
| Design     | 24 × 24-Pfünder      | 26 × 12-Pfünder     | –        | 10 × 6-Pfünder | 60 Kanonen (218,08 kg)    |
| im Frieden | 24 × 18-Pfünder      | 26 × 12-Pfünder     | –        | 10 × 6-Pfünder | 60 Kanonen (184,95 kg)    |

## Bemerkungen
1. ↑  Bei der Berechnung des Gewichtes einer Breitseite kann es zu Unterschieden kommen, da in der damaligen Zeit ein Pfund, je nach Land, unterschiedliche Gewichtswerte hatte. Das spanische Libra hatte z. B. ein Gewicht von 460,08 Gramm, während das englische Pound ein Gewicht von 453,592 Gramm hatte.